# قاسمیه (روستا)
 قاسمیه  به عربی ( الَقاسِمیةَ  )، روستایی است در دهستان 
مَحویت در کشور یمن در شبه جزیره عربستان.

## جمعیت
جمعیت آن ( ۷۰ ) نفر (۷ خانوار) می‌باشد.